# Brian Culbertson
Pour les articles homonymes, voir Culbertson.
Brian Culbertson est un pianiste, claviériste, tromboniste, bassiste, instrumentaliste, compositeur, producteur et arrangeur de jazz américain né le 12 janvier 1973 à Decatur dans l'Illinois aux États-Unis. Il est le fils du chef d'orchestre et trompettiste de jazz Jim Culbertson. Il est fortement influencé par le jazz et le funk et cette influence se ressent directement dans sa musique. Il a souvent aussi invité des vocalistes soul sur ses albums, comme Trey Lorenz, Marc Nelson, Kenny Lattimore ou encore le célèbre chanteur de blue-eyed soul Michael McDonald.
Son album Nice & Slow, paru en 2001, a été particulièrement bien accueilli par la critique. De ce même album, son grand succès All About You est parmi ses plus grands succès. Son meilleur son opus de 2005 It's On Tonight, s'est classé directement no 1 du classement Jazz Contemporain du Billboard. Son album Bringing Back The Funk de 2008, produit par le légendaire Maurice White et résolument orienté jazz-funk, comme son nom l'indique, voit le musicien jouer avec des invités funk, soul et jazz prestigieux aussi divers que Bootsy Collins, Gerald Albright, Musiq Soulchild, Ronnie Laws, Ledisi, Larry Graham, Maceo Parker, Fred Wesley, Ray Parker Jr., Paul Jackson, Jr., Eric Marienthal, Sharon Jones ou Chance Howard, pour n'en citer que quelques-uns. Le saxophoniste alto Michael Lington l'a accompagné durant quelques spectacles dont au Jazz Burghasen en Allemagne en 2004.
Ses talents de compositeur/arrangeur l'ont amené à travailler avec plusieurs artistes du milieu smooth jazz comme Norman Brown, Jeff Lorber, Dave Koz, Peter White, Richard Elliot, Michael Lington ou même le légendaire trompettiste, compositeur et producteur de A&M Records, Herb Alpert, parmi tant d'autres. Il est marié à Michelle Culbertson.

## Discographie
| Titre de l'album         | Année | Label             |
| ------------------------ | ----- | ----------------- |
| "Long Night Out"         | 1994  | Mesa / Bluemoon   |
| "Modern Life"            | 1995  | Mesa / Bluemoon   |
| "After Hours"            | 1996  | Mesa / Bluemoon   |
| "Secrets"                | 1997  | Mesa / Bluemoon   |
| "Somethin' Bout Love"    | 1999  | Atlantic / Wea    |
| "Nice & Slow"            | 2001  | Warner Bros / Wea |
| "Come On Up"             | 2003  | Warner Bros / Wea |
| "It's On Tonight"        | 2005  | GRP Records       |
| "A Soulful Christmas"    | 2006  | GRP Records       |
| "Bringing Back The Funk" | 2008  | GRP Records       |
| "Live From The Inside"   | 2009  | Verve             |
| "XII"                    | 2010  | GRP Records       |
| "Dreams"                 | 2012  | Verve             |
| "Another Long Night Out" | 2014  | BCM Entertainment |
| "Funk!"                  | 2017  |                   |